# Libanius longicephalus
Libanius longicephalus är en kräftdjursart som beskrevs av Rosalia Konstantinovna Kudinova-Pasternak 1978. Libanius longicephalus ingår i släktet Libanius och familjen Colletteidae. Inga underarter finns listade i Catalogue of Life.